# Du Hirte Israel, höre, BWV 104
Du Hirte Israel, höre, BWV 104 (Pastor d'Israel, escolta’ns), és una cantata religiosa de Johann Sebastian Bach per al segon diumenge després de Pasqua, estrenada a Leipzig el 23 d'abril de 1724.

## Origen i context
Aquest segon diumenge després de Pasqua rep el nom de diumenge Misericordias Domini en la litúrgia luterana, ja que l'introit de la missa llatina comença amb aquestes paraules. És conegut, també, com el diumenge del Bon Pastor d'acord amb l'Epístola del dia, Primera carta de Pere (2, 21-25) presenta Jesús com un pastor d'ovelles esgarriades, i l'evangeli Joan (10, 12-16) narra la paràbola de l'ovella perduda. De fet, les tres cantates per a aquest diumenge, aquesta, la BWV 85 i la BWV 112, parlen del pastor (Hirt) en el títol. El llibret, d'autor desconegut, forma part d'una petita obra que conté textos per als tres dies de Pasqua i els dos diumenges posteriors, publicada a Leipzig l'any 1724, amb el títol Texte zur leipziger Kirchen-Music... En aquest cas empra un versicle dels Salms (80, 2) i la primera estrofa de Derr Herr ist mein getreuer Hirt de Cornelius Becker (1598). Bach dona a aquesta música d'església un ambient pastoral amb la participació de tres tipus d'oboès.

## Anàlisi
Obra escrita per a tenor, baix i cor; dos oboès, oboe da caccia, dos oboès d'amor, corda i baix continu. Consta de sis números.
1. Cor: Du Hirte Israel, höre (Pastor d'Israel, escolta’ns)
2. Recitatiu (tenor): Der höchste Hirte sorgt vor mich (El suprem pastor em te cura)
3. Ària (tenor): Verbirgt mein Hirte sich zu lange (Fa temps que no veig el meu pastor)
4. Recitatiu (baix): Ja, dieses Wort ist meiner Seelen Speise (Oh sí, aquestes paraules teves)
5. Ària (baix): Beglückte Herde, Jesu Schafe (Ovelles de Jesús, sortós ramat!)
6. Coral: Der Herr ist mein getreuer Hirt (El Senyor és el meu pastor fidel)

El cor inicial ja és un exemple de musica pastoral i comprèn dos episodis fugats que ressalten les dues idees del text amb les paraules höre (escolta) i erscheine (mostra).
La primera parella recitatiu-ària va a càrrec del tenor, el recitatiu, número 2, acaba en estil “airós” amb la frase de ressonàncies bíbliques Gott is getreu (Déu és sempre Fidel); a l'ària, pràcticament de tres veus reals, el tenor i els dos oboès d'amor, és un cant la desconfiança. En la segona parella recitatiu-ària del baix, en destaca l'ària amb tota la corda i el primer violí doblat per l'oboè d'amor, que confirma la protecció segura del ramat. En el coral final sona la melodia del Allein Gott in der Höh sei Ehr. Té una durada aproximada d'una mica més quart d'hora.

## Discografia seleccionada
- J.S. Bach: Das Kantatenwerk. Sacred Cantatas Vol. 6. Nikolaus Harnoncourt, Tölzer Knabenchor (Gerard Schmidt-Gaden, director), Concentus Musicus Wien, Kurt Equiluz, Philippe Hutternlocher. (Teldec), 1994.
- J.S. Bach: The complete live recordings from the Bach Cantata Pilgrimage. CD 16: Basilique St Willibrord, Echternach; 7 de maig de 2000. John Eliot Gardiner, Monteverdi Choir, English Baroque Soloists, Norbert Meyn, Stephen Varcoe. (Soli Deo Gloria), 2013.
- J.S. Bach: Complete Cantatas Vol. 6. Ton Koopman, Amsterdam Baroque Orchestra & Choir, Paul Agnew, Klaus Mertens. (Challenge Classics), 2004.
- J.S. Bach: Cantatas Vol. 19. Masaaki Suzuki, Bach Collegium Japan, Makoto Sakurada, Stephan Macloed. (BIS), 2002.
- J.S. Bach: Church Cantatas Vol. 33. Helmuth Rilling, Gächinger Kantorei, Bach-Collegium Stuttgart. (Hänssler), 1999.